# Аня Чалотра
Аня Чалотра (англ. Anya Chalotra; 21 липня 1996, Вулвергемптон) — англійська театральна та телевізійна акторка, яка зіграла роль Йеннефер у серіалі Netflix «Відьмак» (2019).

## Біографія
Чалотра народилася в англо-індійській родині у Вулвергемптоні та виросла зі старшою сестрою Рією і молодшим братом Аруном в селі Нижній Пенн, в районі Саут-Стаффордшир графства Стаффордшир. З Індії походить її батько, мати дівчини — англійка.
Вона вчилася акторській майстерності в Лондоні, в Ґілдголській школі музики та театру та престижній Лондонській академії музики та драматичного мистецтва. Під час навчання вона розпочала свою театральну кар'єру: вона грала, серед інших у п'єсах The Village, «Багато галасу з нічого», «Венеційський купець» та сценічній адаптації «Великих сподівань» Дікенса. Вона розпочала свою кар'єру на екрані з ролі у серіалі «Вандерласт», що випускався BBC One та Netflix.
Зустрічається з англійським актором Джошем Діланом, другом свого брата.

## Творча кар'єра
Чалотра зіграла головну роль у кількох театральних постановках, зокрема у "Багато галасу з нічого" до 15 жовтня 2017 року та "The Village" до 6 жовтня 2018 року.
Творчий успіх до Чалотри прийшов з виконанням головної ролі Єннефер з Венгерберга у фентезійній драмі Netflix "Відьмак". Вона знялася у всіх чотирьох сезонах;
Чалотра була включений до списку "Зірки завтрашнього дня 2020" за версією британського видання Screen Daily.
15 липня 2020 року було оголошено, що Чалотра стане хедлайнером озвучення науково-фантастичного анімаційного серіалу New-Gen.
30 вересня 2020 року Чалотра знялася в телевізійному короткометражному фільмі під назвою "Без масок", який вийшов на каналі Sky Arts. Спеціальний випуск заснований на реальних свідченнях ключових працівників на передовій у Східному Лондоні під час пандемії COVID-19.
Вперше Чалотра озвучила Сабріну в науково-фантастичному подкасті The Cipher, що вийшов 26 грудня 2020 року на BBC Sounds. Аня Чалотра в подкасті таємничої драми «Моріарті» у 2023 році  та Харуна в пригодницькій грі «Невідомий 9: Пробудження» у 2024 році
У 2024 році Чалотра увійшла до списку Forbes «30 до 30 років» у сфері європейських розваг . У січні 2024 року було оголошено, що Чалотра озвучить Цирцею в анімаційному серіалі Creature Commandos .

### Театральні ролі
| Рік  | Вистава                | Роль   | Театр                        |
| ---- | ---------------------- | ------ | ---------------------------- |
| 2017 | Багато галасу з нічого | Геро   | Глобус                       |
| 2018 | Село                   | Йоті   | Theatre Royal Stratford East |
| 2019 | Пер Ґінт               | Сабіна | Royal National Theatre       |
| 2021 | Меріленд               | Мері 2 | Theatre Royal Stratford East |

### Телесеріали
| Рік      | Назва                        | Роль                 | Примітки                                                |
| -------- | ---------------------------- | -------------------- | ------------------------------------------------------- |
| 2018     | Wanderlust                   | Дженніфер Ашман      | 5 епізодів                                              |
| 2018     | Убивства за абеткою          | Лілі Марбері         | 3 епізод                                                |
| 2019     | Sherwood                     | Робін Локслі (голос) | 10 епізодів                                             |
| 2019 - … | Відьмак                      | Йеннефер             | гол. роль                                               |
| 2020     | No Masks                     | Доктор Ануджа        | Короткометражний фільм (телевізійний спеціальний фільм) |
| 2022     | Army of the Dead: Lost Vegas | Люсілія (голос)      | 1 епізод                                                |
| 2024     | Сутінки богів                | Сіф (голос)          | 3 епізоди                                               |
| 2024     | Монстри-коммандос            | Цирцея (голос)       |                                                         |

### Відеоігри
| Рік  | Назва                | Роль           |
| ---- | -------------------- | -------------- |
| 2024 | Unknown 9: Awakening | Харуна (голос) |